# Eudicella colmanti
Eudicella colmanti är en skalbaggsart som beskrevs av Guido Jozef Braem 1907. Eudicella colmanti ingår i släktet Eudicella och familjen Cetoniidae. Inga underarter finns listade i Catalogue of Life.